# Traugott von Sauberzweig
Traugott Martin von Sauberzweig (Greifenberg, 28. listopada 1863. -  Kassel, 14. travnja 1920.) je bio njemački general i vojni zapovjednik. Tijekom Prvog svjetskog rata bio je načelnik stožera 8., 10. i 18. armije na Istočnom i Zapadnom bojištu. 

## Vojna karijera
Traugott von Sauberzweig rođen je 28. listopada 1863. u Greifenbergu. Nakon stupanja u prusku vojsku i pohađanja Pruske vojne akademije, služio je kao stožerni časnik u Glavnom stožeru, te stožeru II. korpusa i 4. pješačke divizije. Nakon toga s činom bojnika služi kao instruktor u Pruskoj vojnoj akademiji, nakon čega prelazi u stožer XV. korpusa koji je imao sjedište u Strasbourgu. U travnju 1911. postaje načelnikom stožera III. korpusa sa sjedištem u Berlinu, dok je 1912. unaprijeđen u čin pukovnika. U veljači 1914. postaje načelnikom stožera XI. korpusa kojim je zapovijedao Otto von Plüskow. Na toj dužnosti dočekuje i početak Prvog svjetskog rata.

## Prvi svjetski rat
Na početku Prvog svjetskog rata XI. korpus se nalazio u sastavu 3. armije kojom je na Zapadnom bojištu zapovijedao Max von Hausen. U sastavu XI. korpusa Sauberzweig sudjeluje u opsadi Namura, te Graničnim bitkama. Sredinom rujna 1914. premješten je na Istočno bojište gdje postaje zamjenikom načelnika stožera novoformirane 9. armije koju dužnost obavlja do srpnja 1915. kada postaje načelnikom stožera III. pričuvnog korpusa. U međuvremenu, u prosincu 1914., promaknut je u čin general bojnika.
U rujnu 1915. Sauberzweig je premješten u stožer generalnog guvernera Belgije. Navedenu dužnost obavlja do lipnja 1916. od kada služi u Glavnom stožeru u Berlinu. U Glavnom stožeru služi do studenog kada postaje načelnikom stožera 8. armije. Za zasluge koje je imao u osvajanju Rige Sauberzweig je 6. rujna 1917. odlikovan ordenom Pour le Mérite.
U srpnju 1917. Sauberzweig postaje načelnikom stožera Grupe armija Eichhorn, dok dva mjeseca poslije postaje načelnikom stožera 10. armije koja se također nalazila pod zapovjedništvom Hermanna von Eichhorna. U prosincu 1917. postaje načelnikom stožera 18. armije s kojom sudjeluje u Proljetnoj ofenzivi. Nakon što je u srpnju 1918. promaknut u čin general poručnika Sauberzweig se od kolovoza nalazi na bolovanju, nakon čega neposredno pred kraj rata u studenom postaje načelnikom stožera Grupe armija Gallwitz.

## Poslije rata
Nakon završetka rata Sauberzweig u prosincu 1918. dobiva zapovjedništvo nad 38. pješačkom divizijom. Navedenom divizijom zapovijeda do srpnja 1919. kada je premješten u pričuvu.
Traugott von Sauberzweig preminuo je 14. travnja 1920. godine u 57. godini života u Kasselu.  

## Vanjske poveznice
(eng.) Traugott von Sauberzweig na stranici Prussianmachine.com